# Lago Kosovskoye
El lago Kosovskoye es un lago en Rusia. También puede escribirse como "Kosovskoj."